# Hydraena rigua
Hydraena rigua är en skalbaggsart som beskrevs av Armand D'Orchymont 1931. Hydraena rigua ingår i släktet Hydraena och familjen vattenbrynsbaggar. Inga underarter finns listade i Catalogue of Life.